# 瓦利鎮區 (堪薩斯州埃爾斯沃思縣)
瓦利鎮區（英語：Valley Township）為美國堪薩斯州埃爾斯沃思縣轄下的鎮區。2010年美国人口普查中此鎮區人口有538人。

## 地理
瓦利鎮區涵蓋總面積為93.2平方（35.97平方英里），其中陸地面積為93.0平方（35.92平方英里），水域面積為0.13平方（0.05平方英里）或0.14%。海拔高度557（1,827英尺）。

## 人口統計
根據2010年美國人口普查，瓦利鎮區人口有538人，其中男性有259人，女性有279人，人口密度為每平方公里5.78人，住房計303戶。鎮區內的白人有523人，非裔美國人有0人，美洲原住民有3人，亞裔美國人有1人，太平洋島裔美國人有0人，其他種族有1人，混血種族則有10人。此外鎮區內有3人為西班牙裔或拉丁裔美國人。此鎮區之年齡中位數為49.3歲，而男性年齡中位數為48.9歲，女性年齡中位數為49.4歲。

## 交通

### 主要公路
- 4號堪薩斯州州道
- 156號堪薩斯州州道